# فروشگاه لیورپول

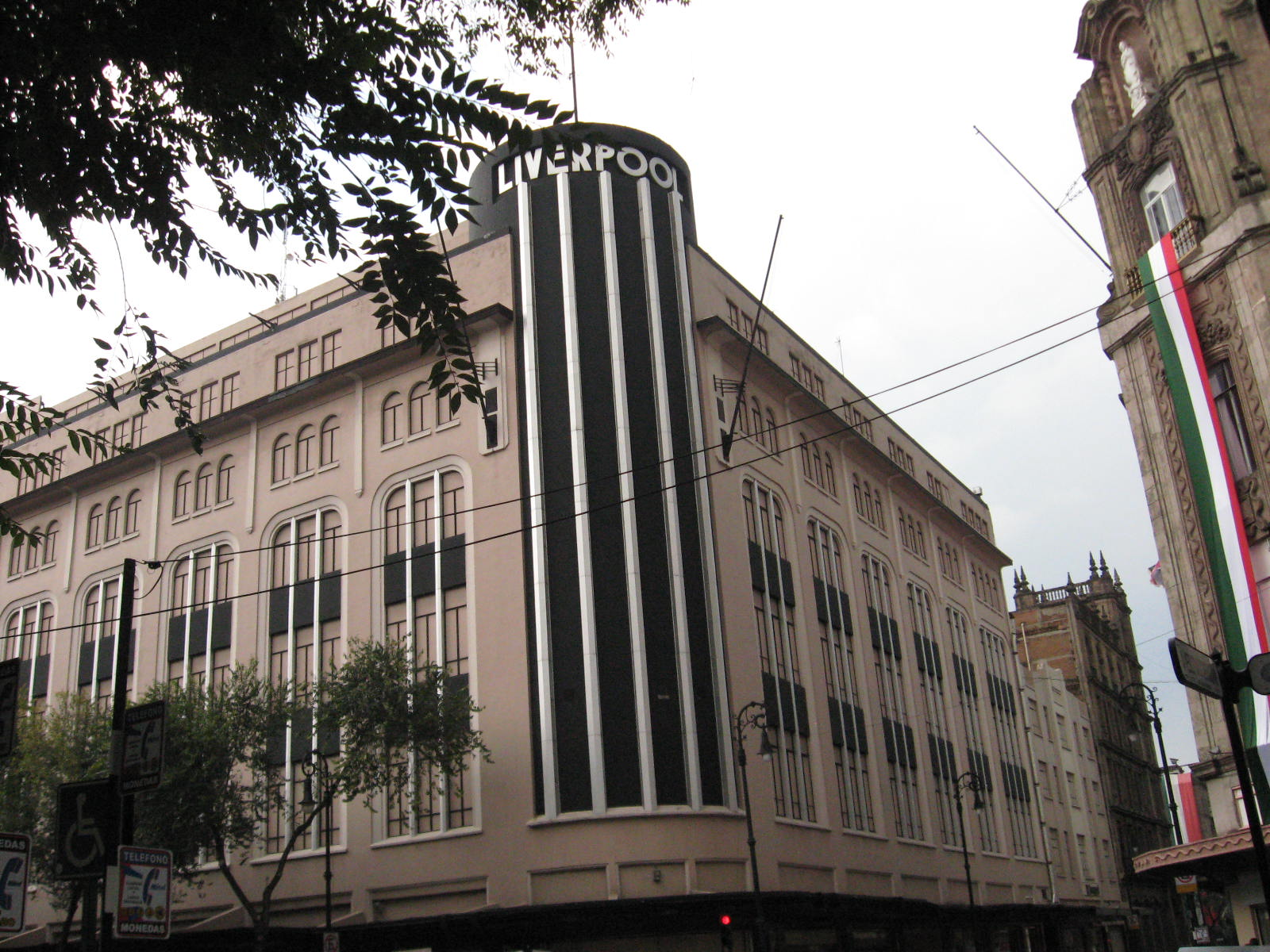
شعبه‌ای از فروشگاه لیورپول، در مکزیکو سیتی

فروشگاه لیورپول (به اسپانیایی: El Puerto de Liverpool) شرکت خرده‌فروشی مکزیکی است، که در زمینه مدیریت مراکز خرید، فروشگاه‌های چندمنظوره و هایپرمارکت‌ها فعالیت می‌کند. 
فروشگاه لیورپول در سال ۱۸۴۷ توسط جین بابتیست ابرارد تأسیس شد و در حال حاضر دارای ۱۷ مرکز خرید، ۸۵ فروشگاه چندمنظوره و ۲۷ بوتیک می‌باشد.
دفتر مرکزی این شرکت در شهر مکزیکو سیتی، مکزیک قرار دارد و بخشی از سهام آن در بازار بورس اوراق بهادار مکزیک معامله می‌شود.